# 皮戈特半島
皮戈特半島是南極洲的半島，位於帕爾默地東岸，西面以布萊恩冰川和斯萬冰川為界，該半島以1940年12月30日由美國探險隊發現，美國地質調查局根據測量和美國海軍空中照片把該半島繪入地圖。
73°43′S 61°20′W / 73.717°S 61.333°W